# Cidnopus
Cidnopus là một chi bọ cánh cứng trong họ 
Elateridae.
Chi này được miêu tả khoa học năm 1859 bởi Thomson.

## Các loài
Các loài trong chi này gồm:
- Cidnopus aeruginosus (A. G. Olivier, 1790)
- Cidnopus crassipes (Schwarz, 1900)
- Cidnopus hubeiensis Kishii & Jiang, 1996
- Cidnopus koltzei (Reitter, 1895)
- Cidnopus macedonicus Cate & Platia, 1989
- Cidnopus marginellus (Perris, 1864)
- Cidnopus marginipennis (Lewis, 1894)
- Cidnopus obienesis (Cherepanov, 1966)
- Cidnopus parallelus (Motschulsky, 1860)
- Cidnopus pilosus (Leske, 1785)
- Cidnopus platiai Mertlik, 1996
- Cidnopus pseudopilosus Platia & Gudenzi, 1985
- Cidnopus ruzenae (Laibner, 1977)
- Cidnopus schurmanni Platia & Gudenzi, 1998
- Cidnopus scutellaris Dolin, 2003
- Cidnopus turcicus Platia, 2004